# Neosybra
Neosybra is een kevergeslacht uit de familie van de boktorren (Cerambycidae). De wetenschappelijke naam van het geslacht werd voor het eerst geldig gepubliceerd in 1939 door Breuning.

## Soorten
Neosybra omvat de volgende soorten:
- Neosybra affinis Breuning, 1961
- Neosybra albomarmorata Breuning, 1961
- Neosybra congoana Breuning, 1940
- Neosybra costata (Matsushita, 1933)
- Neosybra costipennis Breuning, 1957
- Neosybra cribrella (Bates, 1873)
- Neosybra cylindracea Breuning, 1940
- Neosybra cylindrica Breuning, 1939
- Neosybra densepunctata Breuning, 1965
- Neosybra elongatissima Breuning, 1939
- Neosybra excisa Breuning, 1939
- Neosybra flavovittata Breuning, 1954
- Neosybra flavovittipennis Breuning, 1963
- Neosybra fuscofasciata Breuning, 1961
- Neosybra fuscosignata Breuning, 1940
- Neosybra granulipennis Breuning, 1954
- Neosybra hachijoensis (Hayashi, 1961)
- Neosybra imitans Breuning, 1940
- Neosybra kenyensis Breuning, 1960
- Neosybra mabokensis Breuning, 1977
- Neosybra mizoguchii (Hayashi, 1956)
- Neosybra ochreovittata Breuning, 1939
- Neosybra ropicoides Breuning, 1939
- Neosybra rotundipennis Breuning, 1939
- Neosybra ryukyuensis Breuning & Ohbayashi, 1964
- Neosybra sinuicosta Gressitt, 1951
- Neosybra strandi Breuning, 1939
- Neosybra tokaraensis (Makihara, 1977)